# Estación de Cheltenham Spa
La Estación de Cheltenham Spa da servicio a la localidad de Cheltenham, localizada en Gloucestershire (Inglaterra). La estación de ferrocarril está situada en la Línea Principal Bristol-Birmingham. Es administrada por el Great Western Railway (a pesar de que la mayoría de los servicios son operados por CrossCountry, que no gestiona ninguna estación) y está aproximadamente a una milla del centro de la ciudad. El nombre oficial de la ciudad es simplemente "Cheltenham", pero, cuando se cambió el nombre de la estación en 1925, el Ferrocarril de Londres, Midland y Escocés decidió agregar "Spa" al nombre de la estación. Conocida como un punto de intercambio regional clave, es la quinta estación ferroviaria más concurrida del suroeste de Inglaterra.

## Historia

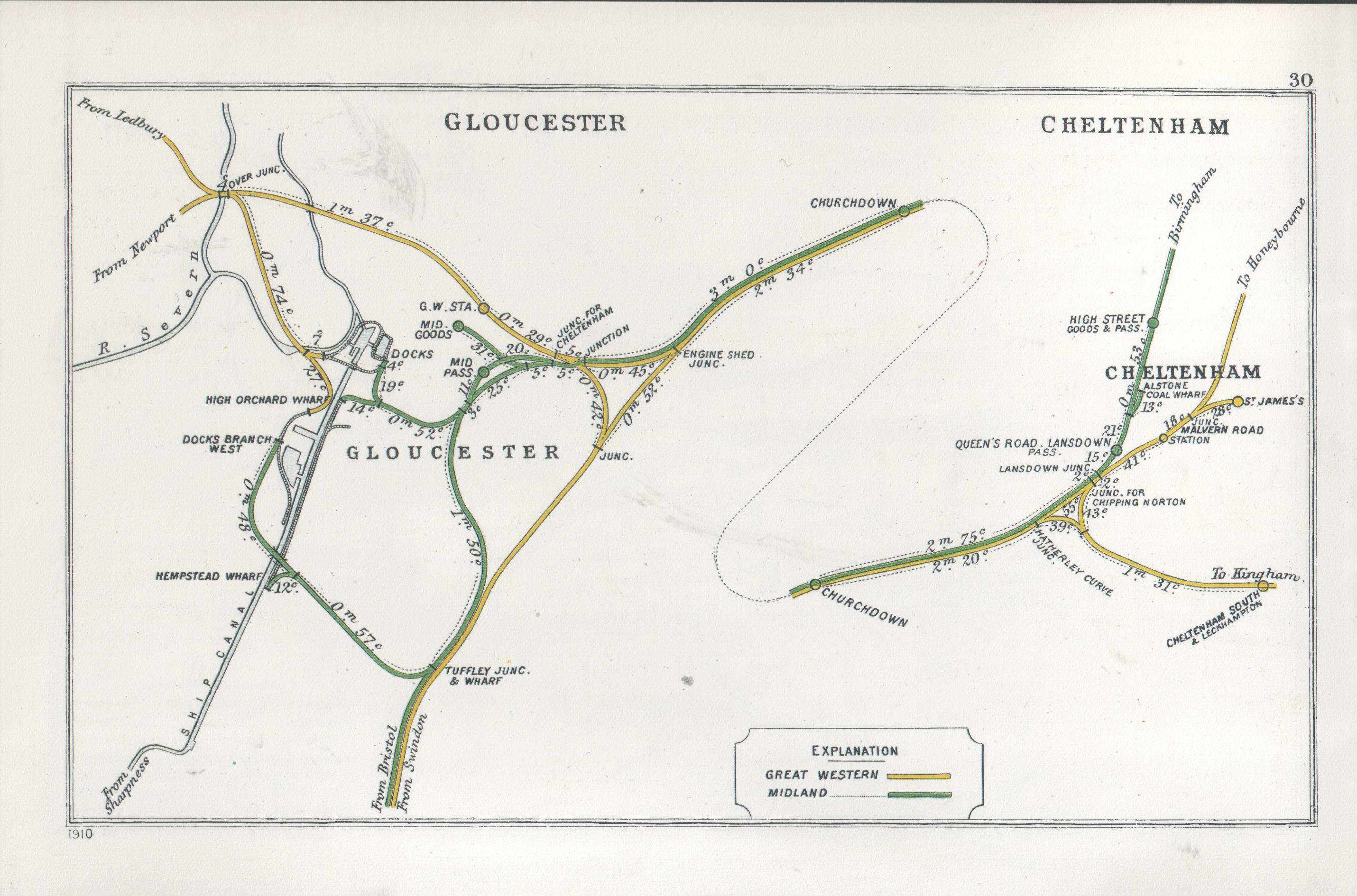
Un mapa de 1910 de la Cámara de Compensación Ferroviaria, con los ferrocarriles en las cercanías de Cheltenham Spa (que se muestra aquí comoQueen's Road, Lansdown)

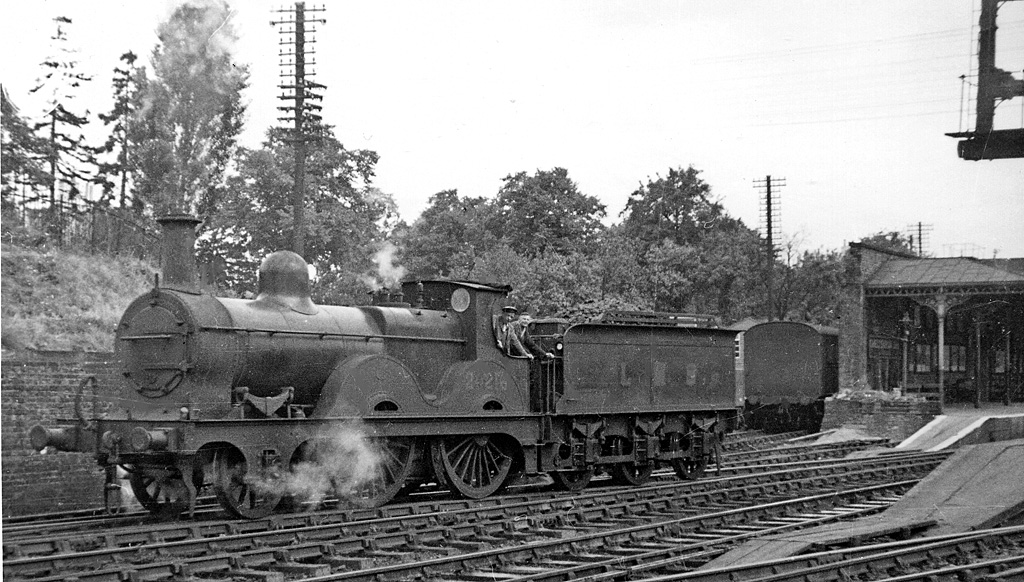
Locomotora Johnson 1P 2-4-0 20216 en la Estación de Cheltenham Lansdown en 1949

El Ferrocarril de Cheltenham y Unión con el Great Western (C&GWUR) fue el primero en llegar a Cheltenham, y disponía de las vías de gran ancho ideadas por el ingeniero Isambard Kingdom Brunel. Autorizado por una Ley del Parlamento en 1836, se inauguró entre Cheltenham y Gloucester en 1840. Ese mismo año, el Ferrocarril de Birmingham y Gloucester (B&GR) abrió su línea entre Cheltenham y Bromsgrove, desde donde circulaban trenes sobre vías de ancho mixto hacia a Gloucester. Ambos ferrocarriles tenían sus propias estaciones, pero la estación del B&GR, que entonces estaba en las afueras de la ciudad y recibió el nombre de "Lansdown" por un desarrollo de viviendas en esa área, es la única que queda. Los edificios fueron diseñados por el arquitecto Samuel Daukes y la estación fue inaugurada por el B&GR el 24 de junio de 1840 con el nombre de Lansdown.
El C&GWUR fue absorbido por el Great Western Railway en 1844, y el B&GR por el Ferrocarril de Midland en 1846. Dentro de la ciudad, había otras tres estaciones de trenes de pasajeros: Malvern Road, St James y Cheltenham Sur y Leckhampton. También había paradas en High Street  y en el Racecourse, operativas solo los días de carreras.
Desde 1892 hubo una ruta desde Cheltenham hasta los muelles de Southampton, a través de Andoversford por el Ferrocarril de Enlace Midland y Suroeste.
El  Ferrocarril de Londres, Midland y Escocés rebautizó la estación como "Cheltenham Spa (Lansdown)" el 1 de febrero de 1925, pero posteriormente British Railways decidió denominarla "Cheltenham Spa" en algún momento después del 1 de enero de 1948.

### Jefes de estación
- William Turnbull 1844–1872[4] (despedido por no denunciar a su cobrador de boletos por fraude)[5]
- Joseph Vizard Bendall 1872[4]–1900[6] (anteriormente jefe de estación en Harpenden)
- Henry Ward 1900–1907[6] (luego jefe de estación en Bedford)
- Horace E. Horne 1907[6]–1909 (anteriormente jefe de estación en Harpenden)
- Charles Williams 1910–1913 (anteriormente jefe de estación en Hay)
- G.Preston Heggs 1913–1914 (luego jefe de estación en Sheffield)
- Henry Pitt 1914[7] -1918 (anteriormente jefe de estación en Rushden)
- Arthur Ernest Chandler 1918–1928[8] (luego jefe de estación en Burton upon Trent)
- John Richard Needham de 1956[9] (anteriormente jefe de estación en Lancaster Green Ayre)

## Servicios

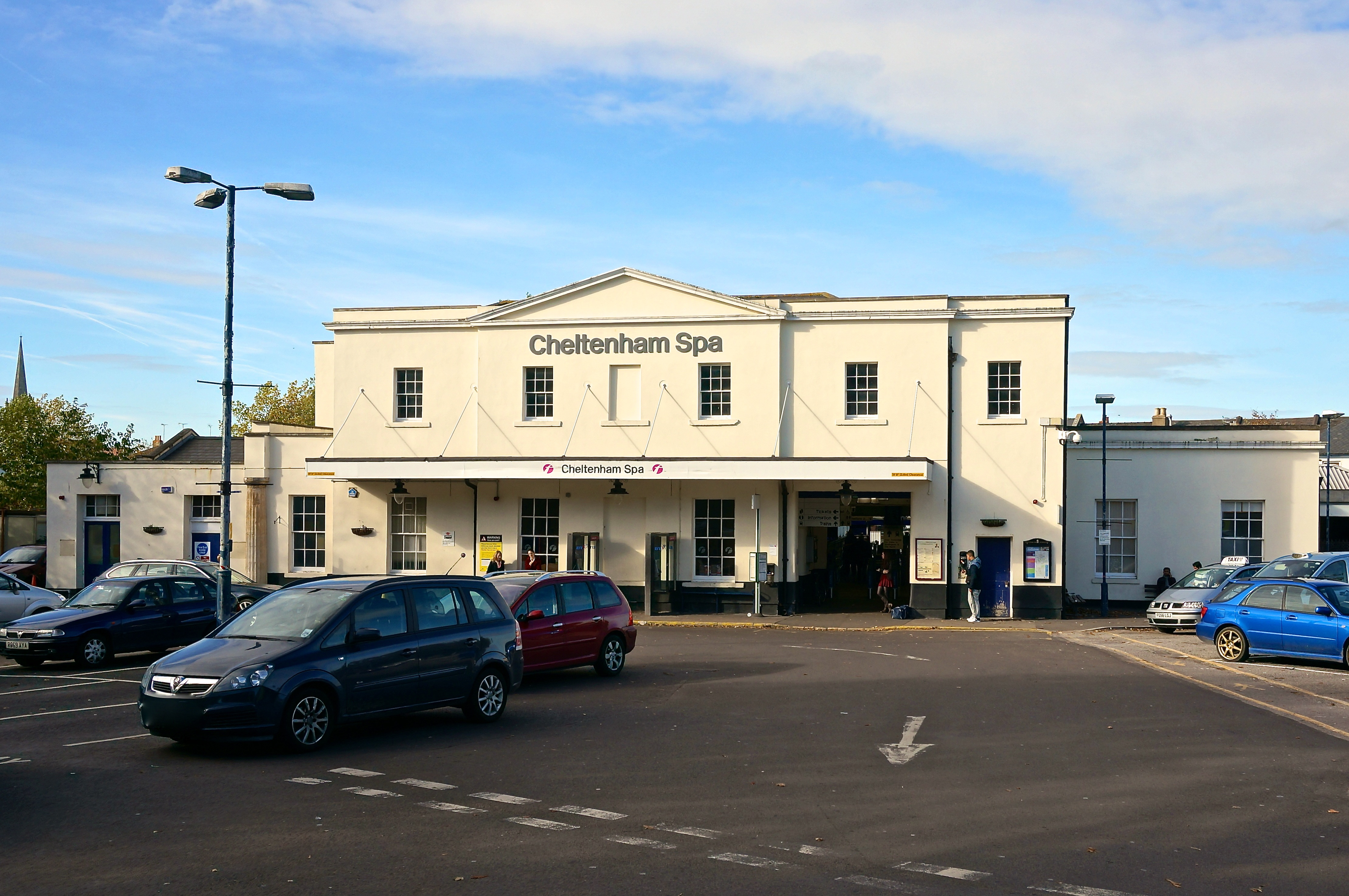
Estación de Cheltenham Spa

La Estación de Cheltenham Spa cuenta con aproximadamente 8 a 12 trenes cada hora durante el día de lunes a sábado (menos frecuentes los domingos).
El Great Western Railway opera aproximadamente cada hora trenes entre Cheltenham Spa – Swindon a través de Gloucester. Algunos trayectos (operados por trenes de la Clase 800) se extienden hasta Didcot Parkway, Reading y Paddington en Londres.
También opera servicios locales en la ruta de Bristol (Temple Meads/Parkway) a Gloucester, Cheltenham Spa y Worcester Shrub Hill. Pasan por Cheltenham cada dos horas en cada sentido, con algunos servicios hacia el sur que continúan hacia Westbury y Weymouth.
Los trenes de la compañía CrossCountry dan servicio a Cheltenham Spa en tres rutas: el servicio de Cardiff Central a Birmingham New Street/Nottingham; el recorrido de mayor distancia Penzance/Plymouth – Cheltenham Spa – Glasgow Central, con extensiones a Aberdeen; y las rutas de Bristol Temple Meads – Mánchester Piccadilly. Estos tres servicios funcionan cada hora en cada sentido, lo que brinda un servicio neto de un tren cada media hora a Bristol Temple Meads y tres salidas por hora hacia/desde Birmingham New Street. CrossCountry también opera un servicio matutino al Aeropuerto de Stansted, así como trenes de verano los sábados a Newquay.
Transport for Wales opera aproximadamente cada hora un servicio desde Maesteg a través de Bridgend, Cardiff Central, Newport y Chepstow a Gloucester y Cheltenham Spa.

## Propuestas de reurbanización
A principios de 2012, el Ayuntamiento de Cheltenham publicó una declaración sobre la estación de tren, promoviendo varias mejoras. En marzo de 2013, el Organismo de Transporte Local de Gloucestershire (LTB) solicitó ofertas del área local para proyectos de transporte que podrían financiarse en el período 2015 a 2019. Una propuesta para mejorar significativamente la estación, con nuevas instalaciones para pasajeros e instalar un nuevo andén sur que permitiera a los trenes dar marcha atrás.
Durante la fase de desarrollo y selección de opciones de la presentación, se requirieron dos nuevos andenes. Esta configuración formó la base de una propuesta de regeneración de la estación que se presentó al Organismo de Transporte Local de Gloucestershire para su consideración a principios de marzo de 2013. Tras la preselección para la etapa 2, se presentó una segunda propuesta de financiación el 10 de mayo de 2013. La propuesta para remodelar la Estación de Cheltenham Spa se publicó para su consulta pública en el sitio web del LTB el 13 de mayo de 2013.
En febrero de 2014, el plan se archivó después de que tanto Network Rail como el operador de trenes GWR se negaran a respaldar la parte de las propuestas relacionadas con los andenes adicionales, aunque apoyaban la necesidad de mejorar las otras instalaciones para los pasajeros (edificio de la estación, el intercambio de taxis/autobuses y el aparcamiento).